# جبل أساما
جبل أساما (باليابانية: 浅間山 أساما ياما) هو مجموعة بركانية نشطة في وسط جزيرة هونشو، الجزيرة الرئيسية في اليابان. يعتبر أنشط بركان في جزيرة هونشو. يبلغ ارتفاع الجبل 2568 متر فوق سطح البحر ويقع على الحدود بين محافظتي غونما وناغانو، ويُدرج الجبل ضمن قائمة "مئة جبل شهير في اليابان". ثار البركان آخر مرة في فبراير 2009 نافثا غباره إلى ارتفاع 2 كم وراميًا بالحجارة إلى مسافة 1 كم في محيطه.

## الجيولوجيا
يقع جبل أساما عند التقاء قوس إيزو-بونين-ماريانا مع قوس شمال شرق اليابان. ويتكوّن الجبل من صخور بركانية مافيكية غير قلوية وصخور فتاتية، تعود إلى الفترة الممتدة من أواخر أواخر العصر الجليدي (البليستوسين المتأخر) حتى العصر الحديث (الهولوسين). وتُعدّ الأنديزيت والداسيت من أبرز أنواع الصخور المكوِّنة للجبل.
في أبريل من عام 2007، أجرى علماء من جامعة طوكيو وناغويا أول تجربة ناجحة لتصوير البنية الداخلية لجبل أساما، وقد استعانوا في ذلك بجسيمات دون ذرية تُعرف باسم "الميونات"، والتي تخترق المواد بعد وصولها من الفضاء. ومن خلال تتبّع هذه الجسيمات أثناء عبورها عبر البركان، تمكّن العلماء تدريجيًّا من بناء صورة ثلاثية الأبعاد تكشف عن التجاويف الداخلية التي تمرّ عبرها الحمم البركانية في أعماق الجبل.
توجد على المنحدر الشرقي لجبل أساما محطة رصد بركاني تابعة لجامعة طوكيو. ويُستخدم في هذه المحطة نظام لتحليل الغازات المتعددة المكوّنات، بهدف قياس انبعاثات الغازات البركانية. يتيح هذا النظام الكشف عن انبعاث الغازات المسبق من الماغما الصاعدة قبل حدوث الثوران، مما يُسهم في تحسين القدرة على التنبؤ بالنشاط البركاني.
يوجد أيضًا جبل آخر يحمل الاسم ذاته "أساما" (باليابانية: 朝熊山)، ويقع في محافظة ميه، ويختلف عن جبل أساما البركاني الشهير، إذ يبلغ ارتفاعه 555 مترًا فقط.

## تاريخ الثوران
تخضع السمات الجيولوجية لهذا البركان النشط لرقابة دقيقة باستخدام أجهزة لرصد الزلازل وكاميرات فيديو موضوعة في مواقع استراتيجية. وقد لاحظ العلماء تنوعًا نسيجيًا ملحوظًا في الرماد البركاني المُترسّب في المنطقة، ناتجًا عن سلسلة من الثورانات المتعاقبة منذ ثوران تينين في عام 1108م.

### ثوران تينين (1108م)
شكّل ثوران جبل أساما في عام 1108م (العام الأول من حقبة تينين) موضوعًا لعدد من الدراسات العلمية الحديثة. وتشير السجلات التاريخية إلى أن حجم هذا الثوران من النمط البليني كان يعادل ضعفي حجم كارثة ثوران تينمي التي وقعت عام 1783م.
وتوصّل فريق بحثي سويسري إلى أن ثوران جبل أساما قد يكون ساهم في اضطرابات مناخية حادة أدّت إلى مجاعة واسعة النطاق، وأمطار غزيرة، وصيف بارد على نحو غير معتاد في أوروبا. استندت هذه الفرضية إلى دراسة لعينات جليدية مأخوذة من غرينلاند، أظهرت ارتفاعًا في ترسّب الكبريتات خلال عام 1108م.
وفي أواخر فترة هييان (794–1185م)، دوّن النبيل فوجيوارا نو مونيتادا في مذكراته أن جبل أساما ثار في 29 أغسطس 1108م، مشيرًا إلى تقارير محلية تفيد بأن طبقات كثيفة من الرماد البركاني غطّت الحقول الزراعية، وجعلت أراضي الأرز وغيرها من المزروعات غير صالحة للاستغلال.

### ثوران تينمي (1783م)
شهد جبل أساما ثورانًا عنيفًا عام 1783م (العام الثالث من حقبة تينمي)، تسبّب في أضرار واسعة النطاق. استمر الثوران على مدار ثلاثة أشهر، وبدأ في 9 مايو بثوران بليني، أطلق كميات كبيرة من الحمم البركانية الأنديزيتية على شكل رماد وحُبيبات خفيفة (بيوميس)، وتدفّقات فتاتية، وجريان للحمم، مما أدى إلى توسيع حجم الفوّهة البركانية.
أما الثوران الأعنف فوقع في 4 أغسطس، واستمر نحو 15 ساعة، وشمل تدفقات فتاتية عنيفة وتساقطًا كثيفًا للبيوميس. ويُعزى تعقيد هذا الثوران إلى ترسّب سريع لرماد فتاتي خشن بالقرب من الفوّهة، تلاه تدفّق لاحق للحمم، بالإضافة إلى عمود ثوران شاهق الارتفاع أدى إلى قذف المزيد من البيوميس إلى طبقات الجو العليا.

### ثوران عام 1982
وقع ثوران انفجاري في قمة جبل أساما بتاريخ 26 أبريل 1982، وأسفر عن تطاير الرماد البركاني الناعم لمسافات بعيدة، حيث سُجّل تساقط رماد في العاصمة طوكيو —الواقعة على بُعد نحو 130 كيلومترًا إلى الجنوب الشرقي— وذلك للمرة الأولى منذ 23 عامًا.

### ثورانات عام 1983
في 8 أبريل 1983، شهد جبل أساما ثورانًا انفجاريًّا أطلق مواد بركانية متوهجة (تيفرا)، وتبع ذلك تساقط رماد بركاني وصل إلى مسافة 250 كيلومترًا عن موقع البركان.

### زلازل عام 1995
في أبريل من عام 1995، سُجّلت أكثر من ألف هزة أرضية في محيط جبل أساما، ما أثار مخاوف من احتمالية نشاط بركاني وشيك في المنطقة.

### ثوران عام 2004
في تمام الساعة 11:02 بالتوقيت العالمي من يوم 1 سبتمبر 2004، وقع ثوران بركاني من النمط الفولكاني في جبل أساما. وقد تسبّب في قذف كتل متوهجة من قمة الجبل، ما أدى إلى اندلاع حرائق متعددة في المنطقة المحيطة، وامتد تأثير الثوران ليصل الرماد والصخور المقذوفة إلى مسافات تجاوزت 200 كيلومتر عن موقع البركان.

### ثورانات عام 2008
شهد جبل أساما ثلاث ثورانات صغيرة للرماد البركاني في أغسطس 2008، وذلك بعد فترة هدوء استمرت منذ آخر نشاط مسجّل في عام 2004.

### ثورانات عام 2009
ثار جبل أساما في أوائل فبراير 2009، حيث قذف الرماد إلى ارتفاع بلغ نحو كيلَين، وتناثرت الصخور لمسافة وصلت إلى كيلومتر واحد من فوهة البركان. وقد سُجّل تساقط للرماد في العاصمة طوكيو، التي تبعد حوالي 145 كيلومترًا إلى الجنوب الشرقي من موقع الثوران.
وفي 16 فبراير، تم تسجيل 13 هزة بركانية، أعقبها ثوران أطلق سحبًا من الدخان والرماد وصل ارتفاعها إلى نحو 400 متر. استمر الجبل في إطلاق ثورانات صغيرة وهزات وتحرّكات زلزالية طوال الشهر، مع بقاء مستوى الإنذار عند الدرجة الثالثة، وتحديد منطقة خطر بنطاق أربعة كيلومترات حول الفوهة.

### ثوران عام 2019
وقع ثوران صغير في 7 أغسطس 2019، ارتفعت خلاله سحابة من الدخان إلى نحو 1,800 متر فوق قمة جبل أساما.

## أوني أوشي داشي
أوني أوشي داشي (اليابانية: 鬼押出し) وتعني "طرد الشياطين"، هو اسم تدفق حمم بركانية يقع على المنحدر الشمالي لجبل أساما، وتصلّبت هذه الحمم بعد ثوران تينمي عام 1783، ويُعرف الموقع اليوم كوجهة سياحية.

## متحف بركان أساما

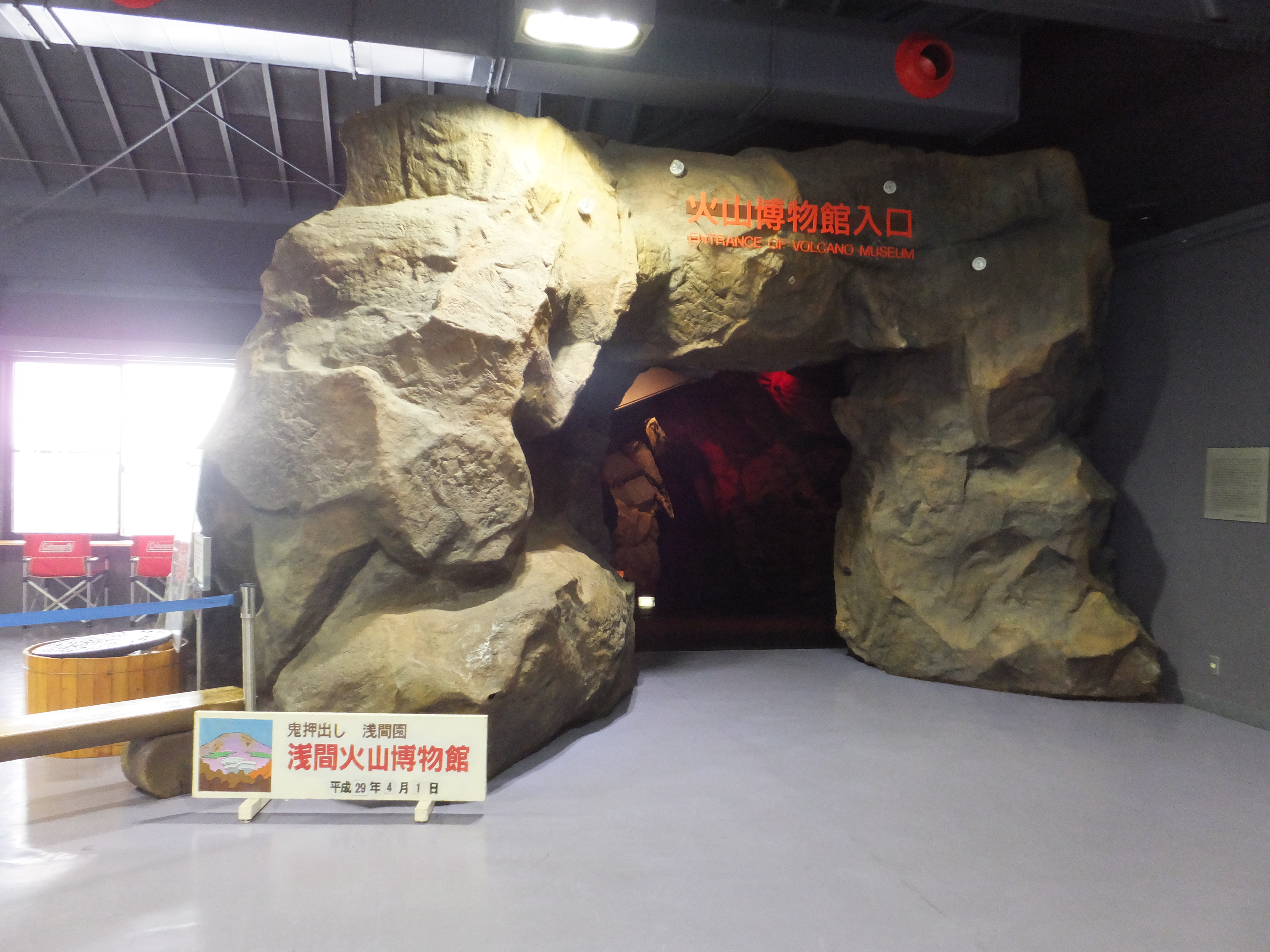
متحف بركان أساما

متحف بركان أساما (باليابانية: 浅間火山博物館)، يقع على بُعد 4 كيلومترات من فوهة جبل أساما، وكان يقدّم شرحًا علميًّا حول البراكين. افتُتح المتحف في عام 1993، واستمر في العمل حتى عام 2020.
كان المتحف يقع في بلدة ناغانوهارا، ضمن منطقة أغاتسوما التابعة لمحافظة غونما. واعتبارًا من أوائل عام 2009، كانت فترة عمله تمتد من أبريل حتى نوفمبر.
بلغ عدد الزوّار ذروته في عام 1994 بنحو 265,000 زائر، إلا أن النشاط الزلزالي المستمر في جبل أساما أدى إلى إغلاقات متكررة، وهو ما ساهم في تراجع الإقبال تدريجيًّا إلى نحو 23,000 زائر. وفي سنواته الأخيرة، كان معظم الزوار من الرحلات المدرسية.
وقد واجه المتحف عجزًا سنويًّا قدره نحو 17 مليون ين، كانت تغطيه بلدية ناغانوهارا. كما أن مبناه كان يتقدّم في العمر، وكانت أعمال صيانته تهدّد بتكاليف تصل إلى مئات الملايين من الينات.
أما مبنى "قاعة أساما التذكارية" (浅間記念館) القريب، فقد كان يضم معرضًا للدراجات النارية. وبحلول صيف عام 2020، وُضعت خطة لنقل هذه المعروضات إلى مرفق سياحي تابع للبلدية يُعرف باسم "مراعي أساما" (浅間牧場)، إلى جانب نقل بعض معروضات متحف البركان إلى القاعة التذكارية.

## في الثقافة الشعبية
شكّل جبل أساما خلفية لأحداث أول فيلم ملوّن في تاريخ السينما اليابانية، كارمن تعود إلى الوطن، حيث وردت فيه إشارات متعدّدة إلى الجبل، من بينها لحن ألّفه الملحن الكفيف السيد تاغوتشي. كما ظهر جبل أساما في مسلسل الأنمي نيون جينيسيس إيفانجيليون، حيث وُجد "الملاك الثامن"، ساندالفون، داخل الجبل.

## معرض صور

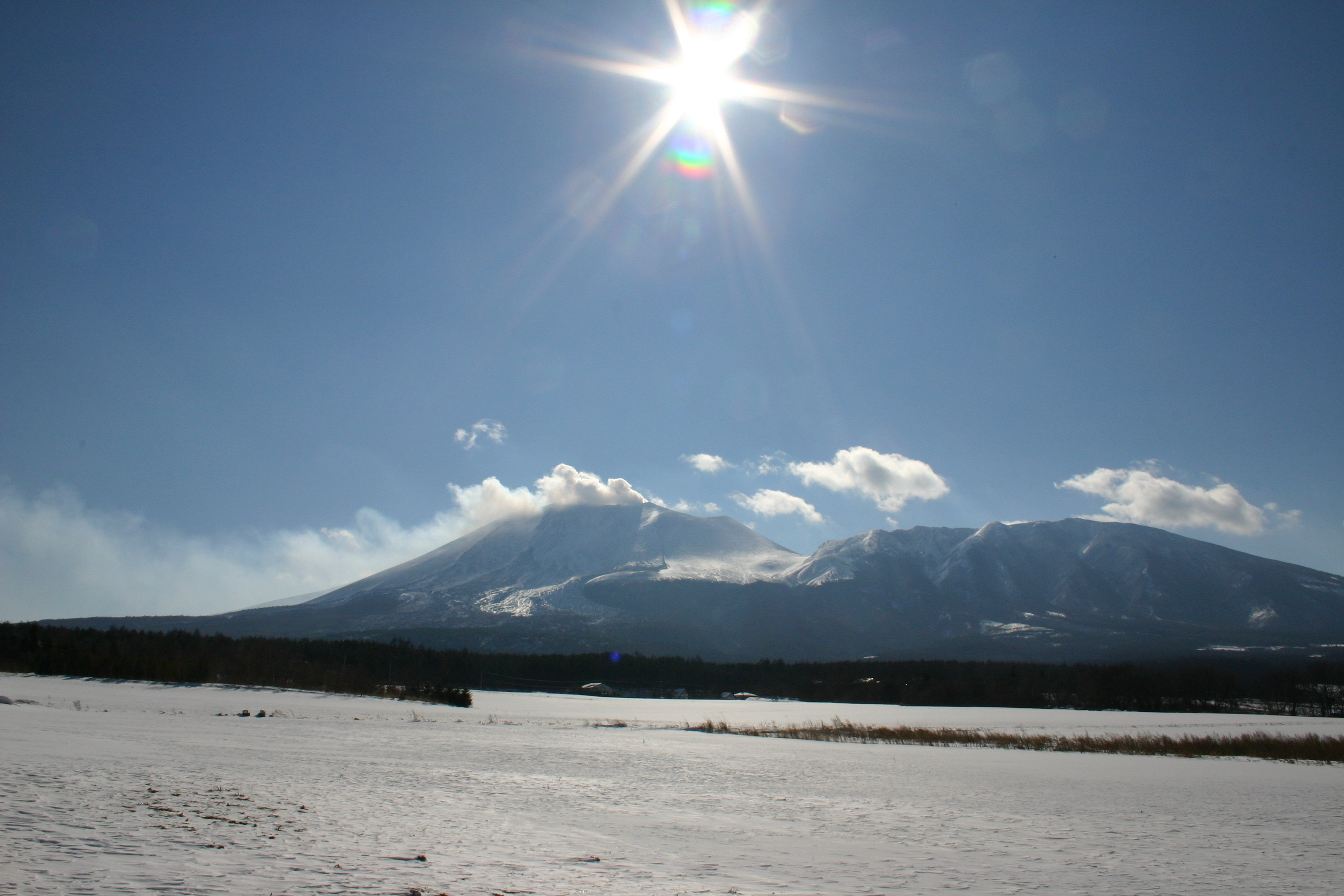
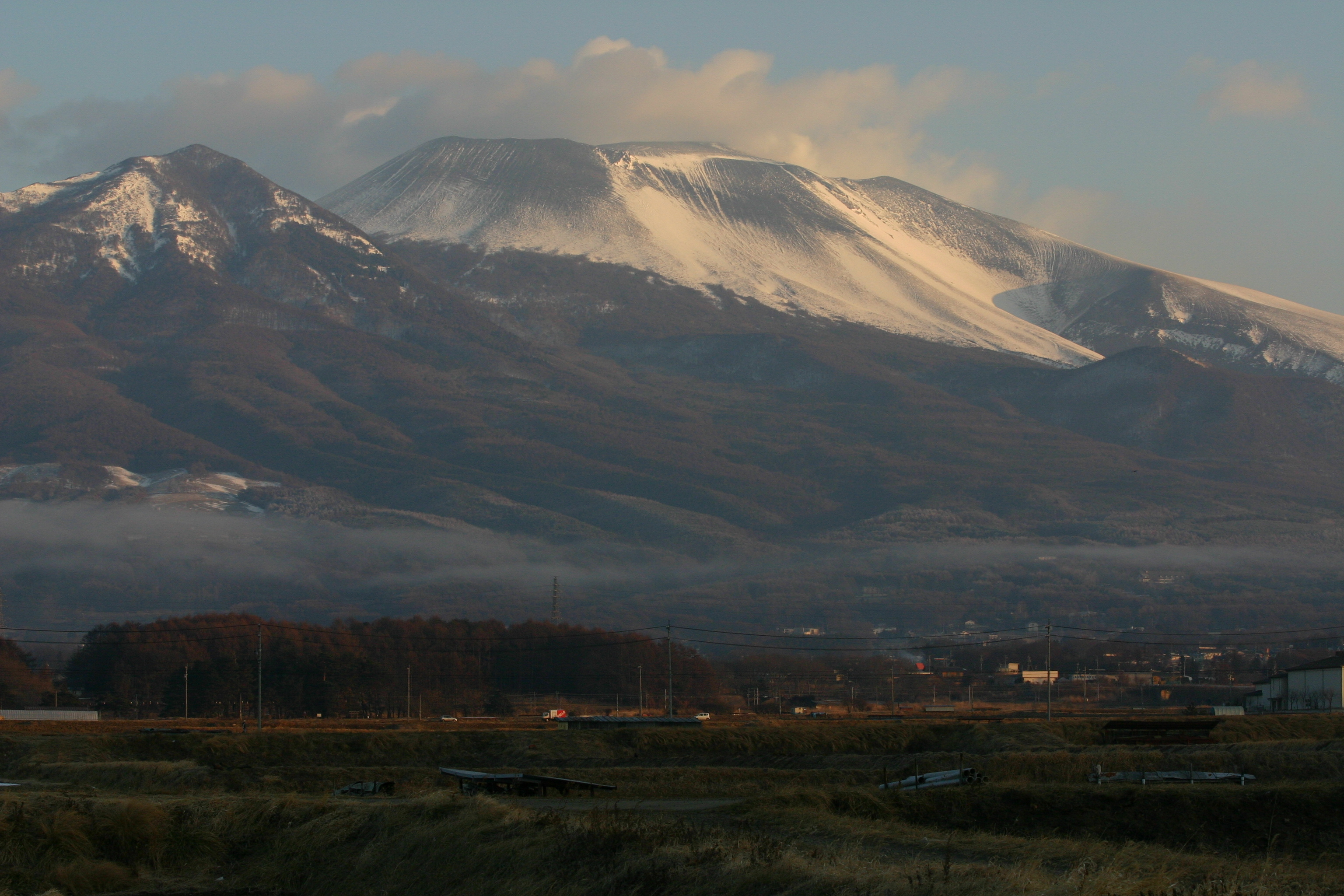
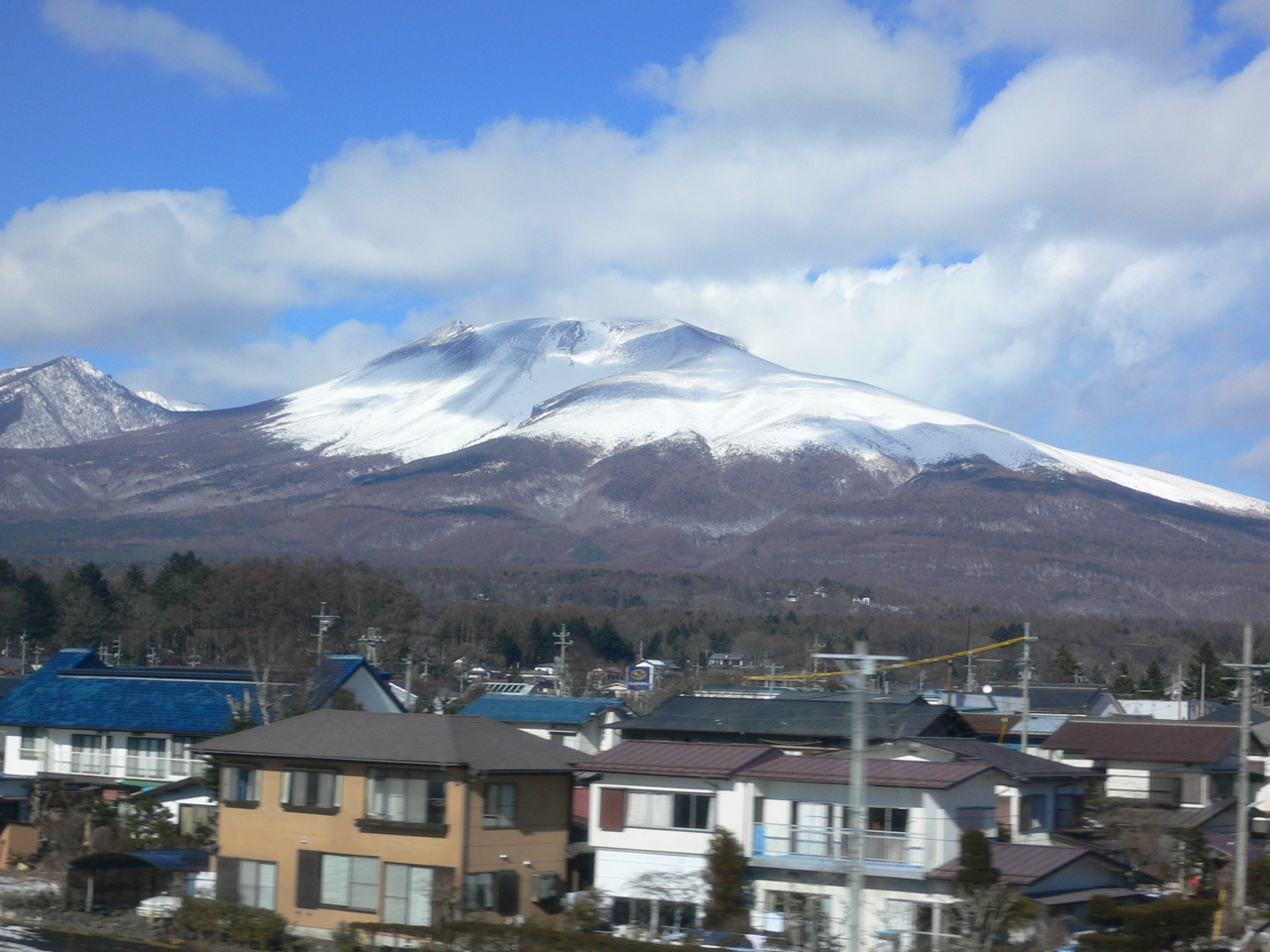
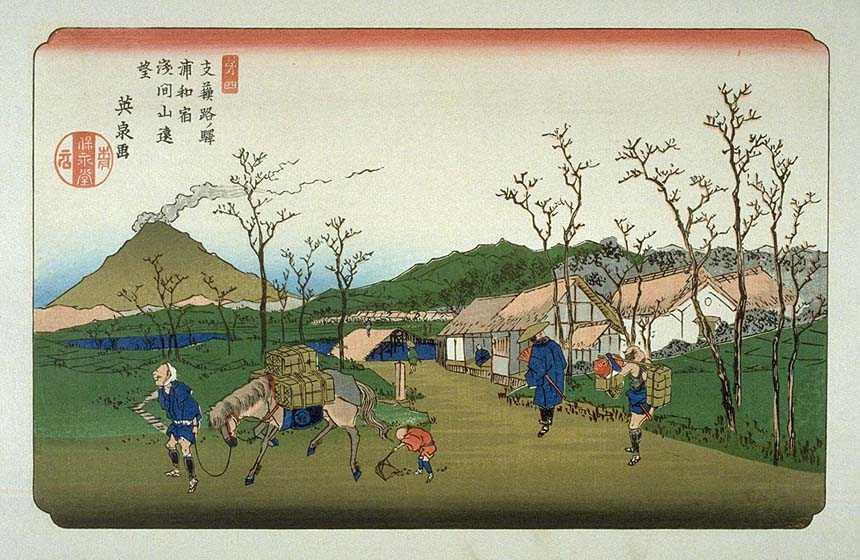